# Hemorragia pré-parto
Hemorragia pré-parto, sangramento pré-natal ou hemorragia anteparto é uma emergência médica caracterizada por sangramento genital durante a gravidez durante ou depois da 28ª semana (alguns autores definem como a partir da 20ª semana) de idade gestacional a termo.
Está associado com a redução do peso fetal ao nascimento.
Deve ser considerada como uma emergência médica mesmo sem dor e a atenção médica deve ser procurada imediatamente. Quanto mais sangue perdido pior o prognóstico. Se não for tratada pode levar a morte da mãe e/ou do feto.

## Causas
- Placentárias
  - Início do parto — a causa mais comum e mais inofensiva. Pequeno sangrado com muco pode significar que o cérvix está se preparando para o trabalho de parto.
  - Descolamento prematuro da placenta — a causa patológica mais comum, é dolorosa e exige um parto prematuro.
  - Placenta prévia — a segunda causa patológica mais comum, a placenta se forma no cérvix. É mais comum no final do segundo trimestre, frequentemente é fatal ao feto.
  - Vasa praevia — os vasos sanguíneos do feto estão próximos ao canal do parto. Muitas vezes de difícil diagnóstico, a ruptura desses vasos frequentemente leva à morte fetal.
- Lesão uterina
- Aborto
- Gravidez ectópica
- Hemorragia genital
  - Cervicite
  - Câncer de colo do útero
  - Pólipo
  - Trauma
- Sangramentos que podem ser confundidos com hemorragia pré-parto:
  - Hemorragia digestiva baixa: hemorroidas, doença inflamatória intestinal, fissura anal, câncer colorretal
  - Hematúria: infecção do trato urinário

## Tratamento
O tratamento depende da causa e pode incluir:
- Estimar a perda sanguínea e provável causa
- Monitorar estado hemodinâmico e respiratório
- Reposição de líquidos com solução fisiológica ou sangue inteira por via intravenosos
- Controlar a hemorragia
  - Terapia medicamentosa: oxitocina, ergometrina, carbetocina ou misoprostol
  - Intervenções: Massagem uterina bimanual, tamponamento uterino, inserção de balão (técnica de Seldinger), embolização com radiação
  - Cirurgia: ligadura ou sutura de vasos sanguíneos lesionados, histerectomia parcial ou total em casos graves